# Syd Barrett
Roger Keith „Syd” Barrett (ur. 6 stycznia 1946 w Cambridge, zm. 7 lipca 2006 tamże) – brytyjski piosenkarz, gitarzysta rockowy, malarz. Członek zespołu Pink Floyd, uważany za jednego z najwybitniejszych przedstawicieli psychodelicznego rocka.

## Życiorys

### Dzieciństwo
Roger Keith Barrett urodził się 6 stycznia 1946 w domu przy Glisson Road w Cambridge jako czwarty z pięciorga dzieci Winifred i Arthura Maxa Barrettów. Rodzina Barrettów była dosyć zamożna, Arthur Barrett był patologiem, pracownikiem uniwersytetu w Cambridge. Rodzice Rogera umożliwili swoim dzieciom rozwijanie muzycznych talentów. Roger oraz jego młodsza siostra Rosemary brali nawet udział w lokalnym konkursie dla uzdolnionych dzieci. Arthur Barrett zmarł, gdy Roger miał szesnaście lat.
Uczęszczał najpierw do Morley Memorial Junior School, gdzie jego nauczycielką była Mary Waters – matka przyszłego kolegi z zespołu Rogera Watersa, później do Cambridge County High School for Boys (dzisiaj Hills Road Sixth Form College), gdzie uczył się również Waters, a także do College of Arts and Technology (od 1962). Studiował też przez pewien czas (od 1964) na kierunku malarskim w Camberwell Art School w Londynie.
Barrett od najmłodszych lat grał na różnych instrumentach, najpierw na ukulele, później na banjo. W wieku dwunastu lat namówił rodziców na kupno gitary, na której uczył się grać z pomocą kolegów i podręczników. Jako piętnastolatek stał się właścicielem gitary elektrycznej oraz wzmacniacza własnej konstrukcji. Wtedy też wstąpił do pierwszego w swoim życiu zespołu – Geoff Mott and the Mottoes. W tym właśnie czasie przylgnął do niego przydomek „Syd” – od imienia lokalnego perkusisty Sida Barretta.
Syd Barrett od dzieciństwa przyjaźnił się z dwiema osobami, które spotkał później w zespole Pink Floyd – Rogerem Watersem oraz Davidem Gilmourem. Z tym drugim zżył się szczególnie podczas nauki w College of Arts and Technology. Spędzali mnóstwo czasu, ucząc się razem gry na gitarze oraz wspólnie występując. Latem 1964 występowali wspólnie w południowej Francji z repertuarem złożonym z piosenek The Beatles.

### Pink Floyd (1964–1968)

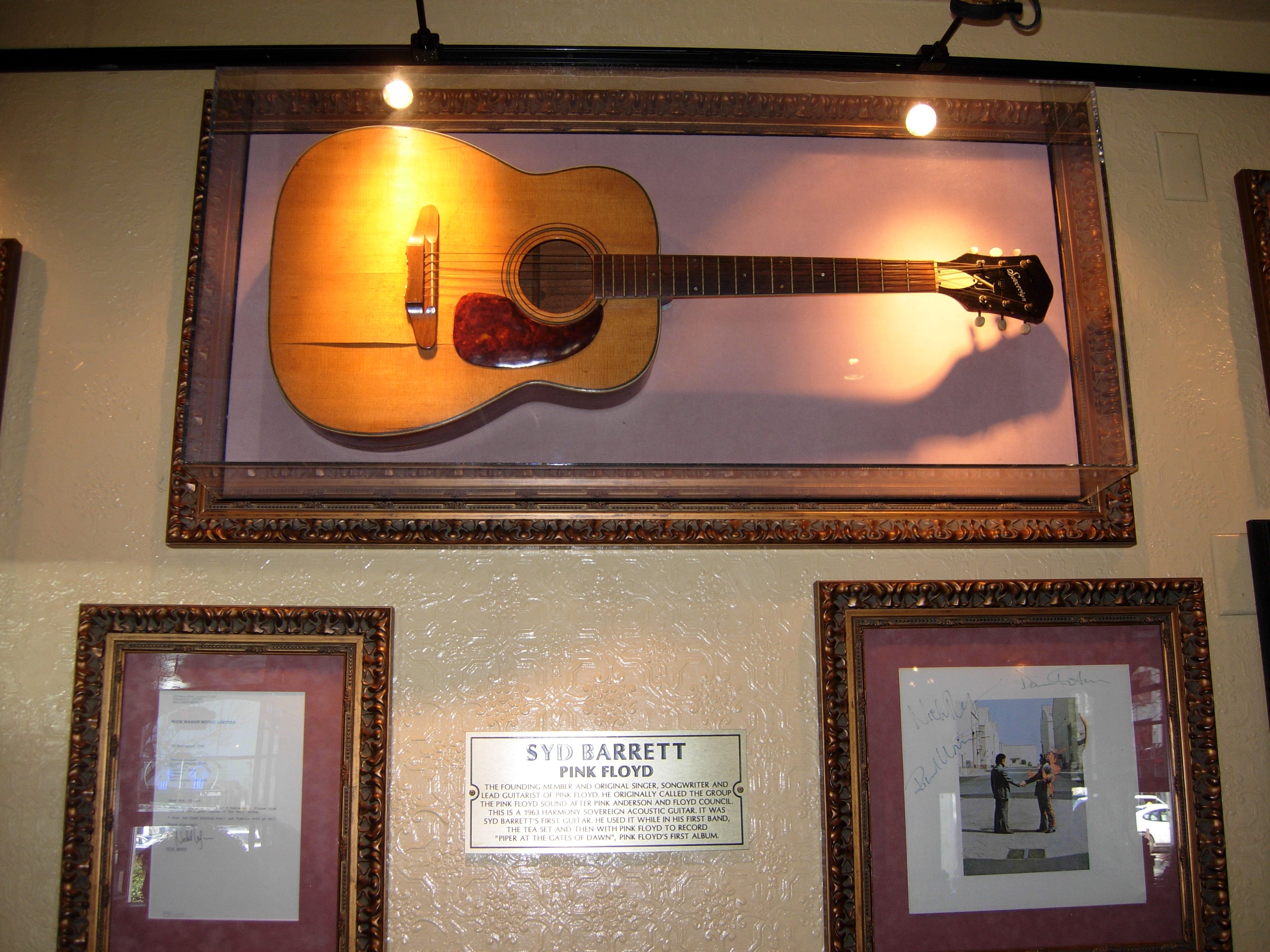
Pierwsza gitara, na której grał w grupie Barrett

Gdy Barrett przybył w 1964 roku do Londynu, by rozpocząć studia malarskie w Camberwell Art School, natychmiast otrzymał od Watersa propozycję wstąpienia do zespołu. Zespół – początkowo nazwany Sigma 6 – przeżywał wówczas, jak i potem, częste zmiany składu oraz nazwy. Kiedy do zespołu dołączał Syd Barrett, grupa występowała pod nazwą The Tea Set. Gdy okazało się, że będą grali koncert z innym zespołem o takiej samej nazwie, Barrett zaproponował nazwę The Pink Floyd Sound. Grupa zaczęła działalność (podobnie jak wiele im współczesnych) od grania rhythmandbluesowych przebojów. Wkrótce jednak jej styl zaczął się zmieniać. Zespół zaczął wprowadzać do utworów coraz dłuższe improwizacje wywodzące się z estetyki improwizowanego jazzu.
Pierwszy poważniejszy koncert grupy odbył się 13 marca 1966 w londyńskim klubie Marquee w ramach cyklu imprez Spontaneous Underground mającego na celu popularyzację pojawiającego się dopiero w Wielkiej Brytanii ruchu hippisowskiego. Młodzi muzycy już wtedy zwrócili na siebie sporą uwagę. Prawdziwym sukcesem okazały się jednak występy w klubach Roundhouse i UFO. Ten ostatni był wówczas ostoją brytyjskiej psychodelii. Pink Floyd stał się jedną z głównych atrakcji tych imprez i wkrótce otrzymał miano najpopularniejszego brytyjskiego zespołu psychodelicznego.
Pod koniec 1966 zespołem zajęli się dwaj menedżerowie Andrew King oraz Peter Jenner. Wkrótce nawiązali znajomość z Joem Boydem z firmy Elektra będącym również organizatorem imprez. Boyd był producentem w trakcie sesji nagraniowej grupy w studiu Sound Techniques w Chelsea na początku 1967 roku. Sesja ta zaowocowała singlem Arnold Layne. King i Jenner zaprezentowali nagranie wytwórni EMI, która zaproponowała kontrakt na nagranie płyty. Do czasu wydania albumu The Piper at the Gates of Dawn singel Arnold Layne osiągnął 20. pozycję sprzedaży w Wielkiej Brytanii, i to pomimo zakazu emisji w niektórych rozgłośniach (w tym BBC). Następny singel See Emily Play sprzedawał się jeszcze lepiej, osiągając 6. miejsce.
Zarówno dwa wcześniejsze single, jak i następny – Apples and Oranges – były dziełem Syda Barretta. Barrett stał się twórcą większości wczesnego materiału zespołu, w tym tego umieszczonego na ciepło przyjętym przez krytykę The Piper at the Gates of Dawn. Spośród 11 piosenek na płycie osiem było autorstwa, a kolejne dwie współautorstwa Barretta. Album The Piper at the Gates of Dawn był nagrywany z przerwami w pierwszej połowie 1967, w większości tuż przy studiu, w którym nagrywano album The Beatles Sgt. Pepper’s Lonely Hearts Club Band. Gdy w sierpniu 1967 płyta została wydana, osiągnęła szóste miejsce pod względem sprzedaży w Anglii. W miarę wzrostu liczby fanów rosła presja na członków zespołu, a zwłaszcza na Syda Barretta, co przyczyniło się później do jego zaburzeń psychicznych.
W okresie tuż przed wydaniem płyty The Piper at the Gates of Dawn pojawiły się pierwsze oznaki zmian w osobowości Barretta. Pierwszą było zapewne niepojawienie się 28 lipca 1967 na sesji nagraniowej dla radia BBC – Barrett przedawkował wtedy narkotyki. Niedługo potem miał miejsce kolejny incydent. W czasie koncertu w Alexandra Palace wciągnięty siłą na scenę, zamroczony narkotykami gitarzysta nie był w stanie grać. Koncert został przerwany. Później grupa wyruszyła w trasę koncertową po Stanach Zjednoczonych, która jednak okazała się totalnym fiaskiem. Zdarzało się, że Barrett nie pojawiał się na koncertach w ogóle. Jeśli był na scenie, nie grał nic lub rozstrajał gitarę i trącał poluzowane struny. Odmawiał poruszania ustami na występach z playbacku. Według relacji z jednego z koncertów Barrett przed występem nałożył całą tubkę żelu na włosy. Na scenie, pod wpływem ciepła, żel roztopił się i ściekł, wywołując wrażenie, że twarz gitarzysty się roztapia. Tournée zostało wkrótce przerwane.
Ponieważ po powrocie do Wielkiej Brytanii ekscesy Syda Barretta trwały nadal, grupa podjęła decyzję o zatrudnieniu drugiego gitarzysty. Wybór padł na szkolnego kolegę Barretta – Davida Gilmoura. Zadaniem Gilmoura było zastępowanie Syda, gdy ten nie był w stanie grać. Kilka razy zdarzyło się, że David grał i śpiewał, podczas gdy Syd wałęsał się po scenie, od czasu do czasu grając kilka nut. Takie zachowanie szybko zmęczyło pozostałych członków zespołu. W styczniu 1968, w drodze na koncert na Uniwersytecie w Southampton zdecydowali się po prostu nie zabierać ze sobą Barretta. Wkrótce potem oznajmili mu oficjalnie, że nie ma prawa wstępu na koncerty grupy.
Uważa się, że Barrett miał niewielki udział w nagrywaniu drugiej płyty, jako że sesje odbywały się w większości po odejściu gitarzysty z zespołu. Barrett prawdopodobnie uczestniczył w nagraniach Remember a Day i A Saucerful of Secrets. Oprócz tego na płycie znalazł się też nagrany trochę wcześniej utwór Barretta Jugband Blues, natomiast wspomniany wyżej Apples and Oranges ukazał się jako singel. Dwa inne utwory Barretta z tamtego okresu – Scream Thy Last Scream i Vegetable Man – nigdy nie zostały oficjalnie wydane. Mówi się, że te dwie piosenki oraz Jugband Blues dokumentują coraz poważniejsze zmiany w psychice Barretta. Dają również wyraz świadomości autora, że jego dni w Pink Floyd są policzone. W marcu bądź kwietniu 1968 oficjalnie ogłoszono odejście Syda Barretta z Pink Floyd.
Krąży wiele anegdot na temat dziwnego czy psychotycznego zachowania Syda Baretta. Według Rogera Watersa Barrett przybył na jedną z ostatnich prób z zespołem (już po zakazie wstępu na koncerty) z nowym utworem Have You Got It, Yet? (Macie już?, Złapaliście?). Piosenka wydawała się prosta, lecz okazała się niemożliwa do nauczenia – w miarę kolejnych prób Barrett zmieniał melodię, ciągle śpiewając to samo zdanie: „Złapaliście?”. Po około godzinie „łapania” pozostali muzycy zdali sobie sprawę, że to tylko gorzki żart gitarzysty, a sama piosenka nie istnieje.
Inna relacja mówi, że Barrett przyprowadził na jedną z prób dwóch nieznajomych muzyków, grających na banjo i saksofonie, z zamiarem przyjęcia ich do zespołu. Jedni interpretują ten fakt jako rozpaczliwą próbę zapewnienia zespołowi bytu. Miałaby ona wynikać ze świadomości, jakim obciążeniem dla grupy są jego zaburzenia psychiczne. Inni uważają, że była to tylko złośliwa odpowiedź na zatrudnienie w zespole dodatkowego gitarzysty.
Zachowanie Barretta w życiu prywatnym również odbiegało od normy. Według relacji Barrett miał trzymać swoją dziewczynę Lindsay Corner zamkniętą w pokoju przez trzy dni, karmiąc ją podsuwanymi przez szparę pod drzwiami herbatnikami. Innym razem w napadzie szału okładał ją po głowie mandoliną.

### Kariera solowa (1968–1974)
Menedżerowie grupy – Peter Jenner i Andrew King – nie zaakceptowali decyzji o wyrzuceniu Syda Barretta. Natychmiast zrezygnowali ze swoich funkcji. W ich opinii Syd Barrett był jedynym muzykiem utalentowanym na tyle, by móc odnieść sukces komercyjny. Jenner i King zamierzali stworzyć konkurencyjną grupę, w składzie której oprócz Barretta miał się również znaleźć Rick Wright. Wright jednak nie zdecydował się na opuszczenie zespołu. Wobec tego menedżerowie postanowili zająć się solową karierą gitarzysty.
Między majem a czerwcem miały miejsce pierwsze nagrania z myślą o solowym albumie. Jednak ekscentryczny charakter Barretta ujawnił się znowu. Po kilku dniach nagrań Syd zniknął na dwa tygodnie. Później pojawiał się w studiu nieregularnie. Nagrane wówczas utwory nie spełniły oczekiwań wytwórni, w związku z czym sesję przerwano. Kiedy wydawało się, że artysta całkowicie stracił zainteresowanie muzyką, ten niespodziewanie pojawił się w marcu 1969 w studiu Abbey Road, oznajmiając, że przygotował nowy repertuar. Podjęta na nowo sesja przebiegała w sposób udany zaledwie przez kilka dni. Z każdym następnym dniem nieobliczalne zachowanie Barretta coraz bardziej utrudniało pracę. Szefowie wytwórni poprosili Davida Gilmoura i Rogera Watersa o pomoc w dokończeniu nagrań. Choć udało im się dokończyć nagrywanie albumu, jego ostateczny kształt wzbudził kontrowersje. Zamieszczono w nim utwory, w których pozostawiono wiele niedociągnięć artysty. Miało to zapewne uczynić nagrania bardziej autentycznymi, lecz zdaniem niektórych było to wykorzystywanie kiepskiego stanu psychicznego Barretta. Album ostatecznie rozszedł się w sześciu tysiącach egzemplarzy.
Choć wydawało się, że niepowodzenie albumu The Madcap Laughs na zawsze przekreśli karierę Syda Barretta, EMI postanowiła zaryzykować raz jeszcze. O pomoc w tworzeniu albumu Barrett znów poproszono członków Pink Floyd – zgodzili się David Gilmour i Rick Wright. David Gilmour był producentem, zagrał również partię gitary basowej. Oprócz tego w sesji wzięli udział Richard Wright na instrumentach klawiszowych oraz Jerry Shirley z zespołu Humble Pie na perkusji. Tym razem w pracę nad albumem włożono o wiele więcej wysiłku. Poszczególne utwory wydają się lepiej dopracowane, a brzmienie całości jest bardziej spójne. Z relacji muzyków uczestniczących w sesji wynika jednak, że stan psychiczny Barretta uległ w międzyczasie znacznemu pogorszeniu.
Poza nagranymi albumami Barrett próbował również działalności koncertowej. 24 lutego 1970 pojawił się w programie radiowym Johna Peela Top Gear na BBC, gdzie zagrał pięć piosenek, w tym cztery premierowe. Trzy z nich znalazły się później na płycie Barrett, natomiast czwarta – Two of a Kind – dopiero na składance The Best of Syd Barrett: Wouldn't You Miss Me? Barrettowi towarzyszyli David Gilmour jako basista i Jerry Shirley na perkusji.
Gilmour i Shirley wspierali również Barretta w jego jedynym koncercie na żywo z tego okresu – imprezie Extravaganza '70. Odbyła się ona 6 czerwca 1970 w londyńskim Olympia Exhibition Hall i był częścią Music and Fashion Festival. Trio wykonało jedynie cztery piosenki – Terrapin, Gigolo Aunt, Effervescing Elephant, Octopus. Po zagraniu ostatniej Barrett, niespodziewanie dla publiczności i towarzyszących muzyków, odłożył swoją gitarę i zszedł ze sceny.
W 1972 Barrett założył wraz z byłym perkusistą Pretty Things i Pink Fairies Johnem „Twinkiem” Alderem oraz basistą Jackiem Monckiem zespół pod nazwą Stars. Grupa prowadziła działalność w miejscowych lokalach i była ciepło przyjmowana. Jednak nieudany występ w Corn Exchange w Cambridge, a właściwie histeryczna reakcja Barretta na zjadliwą recenzję tegoż w magazynie „Melody Maker”, spowodowały rozpad grupy.
W 1974 Peter Jenner przekonał Barretta, by spróbował nagrać coś nowego w Studiu Abbey Road. Sesja trwała zaledwie trzy dni, a jej owocem stało się kilka rhythmandbluesowych kawałków poprzedzielanych prowizorycznymi i bezładnymi gitarowymi wstawkami. Jedynym zatytułowanym utworem był intrygujący If You Go, Don’t Be Slow. Później Barrett ostatecznie wycofał się z działalności muzycznej. Kolejne próby pozyskania go na nowo, włączając starania zespołu The Damned o powierzenie mu produkcji ich drugiej płyty, okazały się całkowicie bezowocne.

### Późniejsze lata (1974–2006)
5 czerwca 1975, podczas nagrywania Wish You Were Here miało miejsce niecodzienne spotkanie Barretta z zespołem. Barrett pojawił się bez zapowiedzi w studiu i patrzył, jak grupa nagrywała Shine on You Crazy Diamond – zbiegiem okoliczności piosenkę o nim. Jego wygląd bardzo się zmienił. Barrett wyraźnie przybrał na wadze, był ogolony na łyso (łącznie z brwiami). Z tego powodu koledzy z zespołu początkowo go nie rozpoznali. Fotografia zrobiona tego dnia pojawiła się w książce Nicka Masona Pink Floyd. Moje wspomnienia. Podpisana była po prostu: "Syd Barrett 5 czerwca 1975". Odniesienie do tego spotkania pojawiło się w filmie The Wall, w którym główny bohater Pink, grany przez Boba Geldofa, goli w pewnym momencie włosy i brwi. Był to prawdopodobnie ostatni raz, gdy muzycy widzieli się z Sydem Barrettem.
W późniejszych latach Barrett mieszkał na zmianę u swojej matki w Cambridge oraz w londyńskim hotelu Chelsea Cloisters. Utrzymywał się głównie z tantiem za swój dorobek muzyczny. W latach osiemdziesiątych Barrett, który powrócił do oryginalnego imienia Roger, zamieszkał ostatecznie w domu swojej matki w Cambridge. Powrócił również do malarstwa, tworząc duże abstrakcyjne płótna. Mówi się również, że był zapalonym ogrodnikiem. Jedyną drogą komunikacji między nim a światem zewnętrznym stała się jego siostra Rosemary mieszkająca w pobliżu. W trakcie odosobnienia stan jego zdrowia uległ pogorszeniu – Barrett chorował na cukrzycę typu drugiego oraz wrzody żołądka.
Chociaż Barrett nie występował publicznie od połowy lat 70., zainteresowanie jego osobą i twórczością nie zmalało. Reporterzy i fani cały czas pielgrzymowali do Cambridge, by go szukać. Działo się to pomimo jego usilnych prób całkowitego zerwania z poprzednim życiem. Wiele jego zdjęć od lat 80. aż do śmierci zrobionych przez paparazzi zostało opublikowanych w różnych miejscach. Realizację planowanego filmu biograficznego produkcji Ridleya Scotta zawieszono z powodów prawnych.

### Śmierć i upamiętnienie
Syd Barrett zmarł 7 lipca 2006 w swoim domu w Cambridge w wieku 60 lat. Przyczyną śmierci były komplikacje związane z cukrzycą i rakiem trzustki. Jego zwłoki zostały skremowane, a prochy prawdopodobnie przekazane siostrze i najbliższej rodzinie. Grobu Syda nie ma na cmentarzu w Cambridge.
10 maja 2007 odbył się poświęcony jego pamięci koncert zatytułowany Madcap's Last Laugh, na którym wystąpili m.in. wszyscy żyjący członkowie Pink Floyd. Roger Waters zagrał znany ze swego solowego repertuaru utwór Flickering Flame, natomiast David Gilmour, Rick Wright i Nick Mason wykonali dawną kompozycję swego byłego lidera – Arnold Layne.

## Choroba psychiczna
W treści tej sekcji od 2010-01 występują prawdopodobnie wyrażenia zwodnicze, co nie jest zgodne z zasadami przyjętymi w Wikipedii.
Dokładniejsze informacje o tym, co należy poprawić, być może znajdują się w dyskusji tej sekcji.
 Po wyeliminowaniu niedoskonałości należy usunąć szablon {{Dopracować}} z tej sekcji.
Pojawiło się wiele spekulacji na temat psychicznego stanu Syda Barretta. Niektórzy (np. reżyser Nigel Lesmoir-Gordon) uważali, że cierpiał na schizofrenię. Niektórzy uważali, że miał zespół Aspergera. Obcinał włosy włącznie z brwiami, prawdopodobnie w związku z trichotemnomanią. Dobrze wiadomo o eksperymentach Barretta w latach 60. z narkotykami psychodelicznymi, zwłaszcza LSD. W opinii jego bliskich narkotyki spowodowały chorobę lub przyspieszyły jej rozwój.
Według książki Nicholasa Schaffnera Saucerful of Secrets: The Pink Floyd Odyssey oraz artykułu w magazynie „Mojo” z 1996, pozostali członkowie konsultowali „problem Barretta” z psychiatrą R.D. Laingiem, który po usłyszeniu taśmy z rozmową z Barrettem orzekł, że jest on nieuleczalny.
Po śmierci Barretta jego siostra Rosemary Breen udzieliła biografowi Timowi Willisowi wywiadu dla „The Sunday Times”. Twierdziła ona, że Barrett nie cierpiał na zaburzenia psychiczne ani nie poddawał się żadnemu leczeniu, odkąd nawiązał z nią kontakt w latach 80. Przyznała, że spędzał trochę czasu w „domu dla zagubionych dusz” – prywatnym ośrodku Greenwoods w Stock (hrabstwo Essex), ale twierdziła, że nie był tam poddawany żadnej terapii. Kilka lat później Syd zgodził się na sesję z psychiatrą w szpitalu psychiatrycznym w Fulborn koło Cambridge, ale Rosemary Breen twierdzi, że nie zdecydowano się na jakąkolwiek terapię lub leki. Co do stylu życia, siostra zaprzeczyła, że Barrett był samotnikiem. Według jej relacji Syd zajmował się fotografią i czasem wyjeżdżali nad morze: „Często wyjeżdżał sam pociągiem do Londynu, aby zobaczyć większe galerie – i kochał kwiaty. Robił regularne wycieczki do ogrodów botanicznych i do ogrodu daliowego w opactwie Anglesey Abbey w Lode (hr. Cambridgeshire). Ale oczywiście jego pasją było malowanie”. 

## Dyskografia
- The Madcap Laughs (1970)
- Barrett (1970)
- Opel(inne języki) (1988)
- Crazy Diamond(inne języki) (1993, trzy powyższe solowe albumy wydane w jednym pudełku z dodatkową książeczką)
- Wouldn’t You Miss Me – The Best of Syd Barrett (2002)
- The Radio One Sessions (EP) (2004)
- The Syd Barrett Story (2004, DVD)
- An Introduction to Syd Barrett (2010)

## Nagrody, pozycje na listach przebojów i rekordy
| Albumy na listach Billboardu | Albumy na listach Billboardu | Albumy na listach Billboardu | Albumy na listach Billboardu |
| Rok                          | Album                        | Lista                        | pozycja                      |
| ---------------------------- | ---------------------------- | ---------------------------- | ---------------------------- |
| 1974                         | The Madcap Laughs            | Pop Albums                   | 163                          |

## Wybrana filmografia
- "Syd Barrett's First Trip" (1966, film dokumentalny, reżyseria: Nigel Lesmoir-Gordon)[4]